# Liste der Monuments historiques in Saint-Germain-de-Prinçay
Die Liste der Monuments historiques in Saint-Germain-de-Prinçay führt die Monuments historiques in der französischen Gemeinde Saint-Germain-de-Prinçay auf.

## Liste der Bauwerke
| Bezeichnung                | Beschreibung | Standort                           | Kennzeichnung | Schutzstatus | Datum     | Bild |
| -------------------------- | ------------ | ---------------------------------- | ------------- | ------------ | --------- | ---- |
| Schloss Roches-Baritaud    |              | (Lage)                             | PA00110236    | Inscrit      | 1957      |      |
| Haus Les Grois             |              | (Lage)                             | PA85000037    | Inscrit      | 2010      |      |
| Menhir des Roches-Baritaud |              | Château des Roches-Baritaud (Lage) | PA00110230    | Classé       | 1983 1987 |      |

## Liste der Objekte
- Monuments historiques (Objekte) in Saint-Germain-de-Prinçay in der Base Palissy des französischen Kultusministeriums